# Film in 1941
Dit artikel gaat over de film in het jaar 1941.

## Lijst van films
- 49th Parallel
- Adventures of Captain Marvel
- Andy Hardy's Private Secretary
- Badlands of Dakota
- Ball of Fire
- The Big Store
- Billy the Kid
- Birth of the Blues
- Blood and Sand
- The Blood of Jesus
- Blossoms in the Dust
- Blues in the Night
- The Bride Came C.O.D.
- Citizen Kane
- Come Live with Me
- The Devil and Miss Jones
- Dive Bomber
- Dombo (Engelse titel: Dumbo)
- Dr. Jekyll and Mr. Hyde
- The Flame of New Orleans
- The Great Lie
- H.M. Pulham, Esq.
- Here Comes Mr. Jordan
- Hellzapoppin'
- High Sierra
- Hold Back the Dawn
- Honky Tonk
- How Green Was My Valley
- King of the Zombies
- Ladies in Retirement
- Lady Be Good
- The Lady Eve
- Life Begins for Andy Hardy
- The Little Foxes
- Love Crazy
- Lydia
- The Maltese Falcon
- Meet John Doe
- Moon Over Miami
- Mr. & Mrs. Smith
- One Foot in Heaven
- Penny Serenade
- The Reluctant Dragon
- The Sea Wolf
- Sergeant York
- Shadow of the Thin Man
- Smilin' Through
- So Ends Our Night
- The Strawberry Blonde
- Sullivan's Travels
- Sundown
- Suspicion
- Tarzan's Secret Treasure
- That Hamilton Woman
- That Night in Rio
- They Died with Their Boots On
- They Met in Bombay
- Tobacco Road
- When Ladies Meet
- The Wolf Man
- A Woman's Face
- A Yank in the R.A.F.
- You'll Never Get Rich
- Ziegfeld Girl

1870-1879 · 1880-1889 · 1890 · 1891 · 1892 · 1893 · 1894 · 1895 · 1896 · 1897 · 1898 · 1899 · 1900 · 1901 · 1902 · 1903 · 1904 · 1905 · 1906 · 1907 · 1908 · 1909 · 1910 · 1911 · 1912 · 1913 · 1914 · 1915 · 1916 · 1917 · 1918 · 1919 · 1920 · 1921 · 1922 · 1923 · 1924 · 1925 · 1926 · 1927 · 1928 · 1929 · 1930 · 1931 · 1932 · 1933 · 1934 · 1935 · 1936 · 1937 · 1938 · 1939 · 1940 · 1941 · 1942 · 1943 · 1944 · 1945 · 1946 · 1947 · 1948 · 1949 · 1950 · 1951 · 1952 · 1953 · 1954 · 1955 · 1956 · 1957 · 1958 · 1959 · 1960 · 1961 · 1962 · 1963 · 1964 · 1965 · 1966 · 1967 · 1968 · 1969 · 1970 · 1971 · 1972 · 1973 · 1974 · 1975 · 1976 · 1977 · 1978 · 1979 · 1980 · 1981 · 1982 · 1983 · 1984 · 1985 · 1986 · 1987 · 1988 · 1989 · 1990 · 1991 · 1992 · 1993 · 1994 · 1995 · 1996 · 1997 · 1998 · 1999 · 2000 · 2001 · 2002 · 2003 · 2004 · 2005 · 2006 · 2007 · 2008 · 2009 · 2010 · 2011 · 2012 · 2013 · 2014 · 2015 · 2016 · 2017 · 2018 · 2019 · 2020 · 2021 · 2022 · 2023 · 2024 · 2025